# 猶他州第一國會選區
猶他州第一國會選區（英語：First Congressional District of Utah）是美国犹他州四個國會選區之一，始於1913年，目前包括該州北部地區。
本區自創設以來，大致分為兩個階段：1981年前是由民主黨和共和黨互相競爭，此後長期由共和黨人勝出。目前該區聯邦眾議員為共和黨籍的布雷克·摩爾。